# Carsten Karkmeyer
Carsten Karkmeyer (* 27. April 1873 in Bremen; † 10. Februar 1951 in Bremen) war ein Pädagoge, Politiker (DVP), Mitglied der Bremer Bürgerschaft und Wirtschaftsdirektor der städtischen Krankenanstalten in Bremen.

## Biografie
Karkmeyer war der Sohn des Landmanns und Zimmermanns Carsten Karkmeyer (1830–1880), der früh starb. Seine Mutter sorgte dafür, dass er nach der Volksschule ein Lehrerseminar besuchte. Von 1893 bis 1906 war er Lehrer in Woltmershausen, danach in Seehausen und in Gröpelingen an der Schule Kirchenallee. Er bildete sich weiter durch Hochschulkurse in Frankfurt am Main. Politisch orientierte er sich am Liberalismus. 1904 trat er als Mitbegründer des Bürgerlichen Volksvereins Bremen in Erscheinung. Im Ersten Weltkrieg war er Geschäftsführer des Zentral-Hilfsausschuss vom Roten Kreuz in Bremen.
Nach dem Krieg organisierte er Hilfsmaßnahmen für Kinder. Er trat nun der Deutschen Volkspartei (DVP) bei. Er war 1918 und von 1920 bis 1933 Mitglied der Bremer Bürgerschaft. 1919/20 war er in der Bremer Nationalversammlung. In den 1920er Jahren war er Stellvertretender Fraktionsvorsitzender der DVP in Bremen. Von 1923 bis 1933 amtierte er als Wirtschaftsdirektor der Bremer Krankenanstalten im Rahmen der Deputation für das Gesundheitswesen. 1933 „beurlaubten“ ihn die Nationalsozialisten von seinen Ämtern und Ende 1933 musste er deshalb in den Ruhestand treten.
Nach dem Zweiten Weltkrieg war er ab Oktober 1945 ohne Parteizugehörigkeit ehrenamtlicher Geschäftsführer der Bremer Volkshilfe. Er sprach sich scharf gegen Vagts als Bürgermeister von Bremen aus.

### Ehrungen
Die Karkmeyer Straße in Bremen-Kattenturm wurde 1968 nach ihm benannt.